# Dick Welsh
Richard William Welsh, detto Dick (Steubenville, 30 luglio 1933 – 12 giugno 2023), è stato un cestista statunitense.

## Carriera
Dopo la carriera universitaria alla University of Southern California venne scelto al quindicesimo giro del Draft NBA 1955 dai Milwaukee Hawks (98ª scelta assoluta).
Scelse di entrare nella United States Air Force, dove continuò a giocare a pallacanestro.
Con gli Stati Uniti, rappresentati nell'occasione dalla squadra della United States Air Force, disputò il Campionato del mondo del 1959, vincendo la medaglia d'argento.